# Sänneshults naturreservat

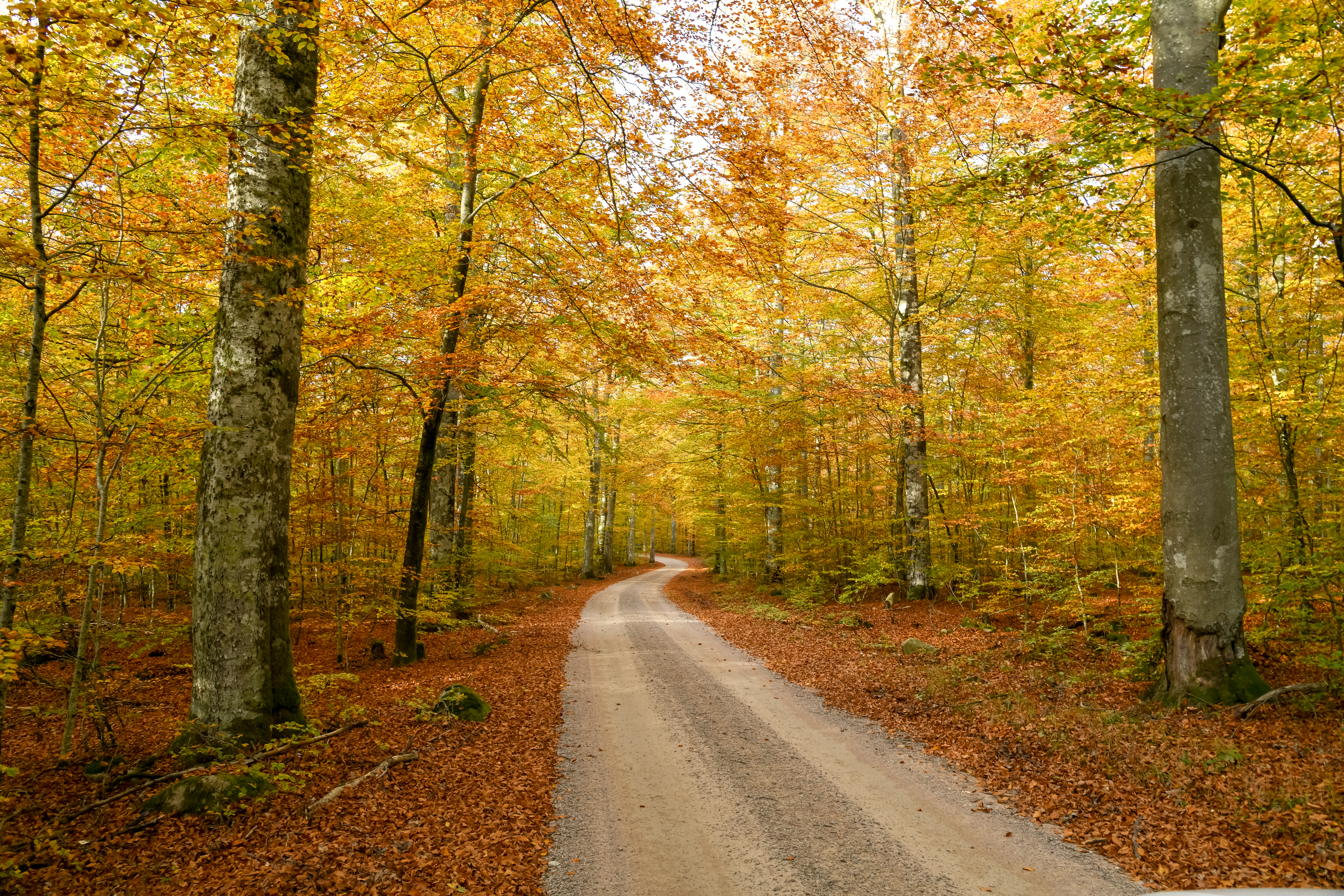

Sänneshult är ett naturreservat i Ronneby kommun i Blekinge län.
Området har varit skyddat sedan 1981 och är 150 hektar stort. Det är beläget norr om Kallinge mellan sjön Sännen och Listersjön.

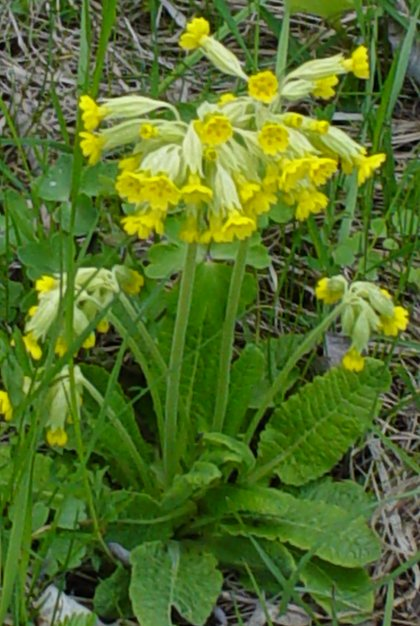
Gullviva

Naturreservatet utgörs av ett vandringsvänligt skogsområde med högväxt bok och inslag av ek. Det finns även enstaka gran samt björksumpskog, tall och en del betesmark. I de vackert belägna ekhagarna vid Sännens strand växer bland annat slåttergubbe, gullviva, blåsuga och blåsippa. En del av markerna sköts som slåtteräng, och här finns hamlade askar, lindar och lönnar.
Området har en av Blekinges största bokskogar. Blekingeleden passerar genom reservatet.
Naturreservatet ingår i EU:s ekologiska nätverk, Natura 2000.